# Quili
Quili, en llatí Chilius, en grec antic Χίλιος, fou un poeta grec amic de Ciceró que el menciona juntament amb Àrquies. Va escriure alguns epigrames en llengua grega.